# Liste der Monuments historiques in Boussières
Die Liste der Monuments historiques in Boussières führt die Monuments historiques in der französischen Gemeinde Boussières auf.

## Liste der Immobilien
| Bezeichnung       | Beschreibung           | Standort               | Kennzeichnung | Schutzstatus | Datum | Bild           |
| ----------------- | ---------------------- | ---------------------- | ------------- | ------------ | ----- | -------------- |
| Kirche St-Étienne | ab dem 11. Jahrhundert | Rue de l’Église (Lage) | PA00101618    | Classé       | 1913  | weitere Bilder |

## Liste der Objekte
| Bezeichnung                          | Beschreibung | Standort                        | Kennzeichnung | Schutzstatus | Datum | Bild |
| ------------------------------------ | --- | ------------------------------- | ------------- | ------------ | ----- | ---- |
| Skulptur Heiliger Jakobus der Ältere | Obstbaumholz, 16. Jahrhundert                                                                                                   | in der Kirche St-Étienne (Lage) | PM25000435    | Classé       | 1975  |      |
| Marienaltar                          | rechter Seitenaltar; Altartisch, Retabel und Gemälde; Holz, farbig gefasst und vergoldet, Ölfarbe auf Leinwand, 18. Jahrhundert | in der Kirche St-Étienne (Lage) | PM25001570    | Classé       | 1992  |      |
| Herz-Jesus-Altar                     | linker Seitenaltar; Altartisch, Retabel und Gemälde; Holz, farbig gefasst und vergoldet, Ölfarbe auf Leinwand, 18. Jahrhundert  | in der Kirche St-Étienne (Lage) | PM25001571    | Classé       | 1992  |      |
| Sechs Altarleuchter                  | Kupfer, vergoldet, 18. Jahrhundert                                                                                              | in der Kirche St-Étienne (Lage) | PM25001584    | Classé       | 1992  |      |
| Hauptaltar                           | Altartisch und Retabel; Holz, farbig gefasst und vergoldet, 18. und 19. Jahrhundert                                             | in der Kirche St-Étienne (Lage) | PM25001930    | Inscrit      | 1992  |      |